# Пещера
Пеще́ра (от церк.-слав. пещера; ст.‑слав. пештера, др.-рус. печера, нижегор., симб., смол. печо́ра; слово «пещера» буквально — «похожая на печь») — полость естественного происхождения, находящаяся в верхней части земной коры, связанная с поверхностью одним (или несколькими) входными отверстиями.
Существуют и другие определения пещеры:
1. естественная подземная полость, доступная для проникновения человека, имеющая не освещенные солнечным светом части и длину (глубину) больше, чем два других измерения;
2. подземное пространство, образованное в легко растворимой породе в результате деятельности подземных вод;
3. горизонтальный канал; полость, достаточная для турбулентного движения подземных вод (минимальный диаметр — 5-16 мм);
4. естественное тело в пределах растворимых горных пород, образованное в результате расширения и преобразования первичных полостей при химическом и механическом воздействии подземных вод;
5. природная подземная полость, частично или полностью заполненная газообразными, жидкими или твердыми веществами;
6. сложная система ограниченного подземного пространства, все элементы которой взаимосвязаны[4].

Наиболее крупные пещеры (карстовые) — сложные системы проходов и залов, нередко суммарной протяжённостью до нескольких десятков километров.
Пещеры — объект изучения спелеологии. Люди, увлекающиеся исследованием пещер, называются «спелеотуристами».
Пещеры в привходовой части, при подходящих геоморфологии (горизонтальный просторный вход) и расположении (близко к воде) использовались древними людьми в качестве жилищ. Пещерные жилища с комбинациями признаков (cave dwellings and combinations of features), которые определяют их выдающуюся универсальную ценность, согласно конвенции об охране всемирного культурного и природного наследия должны быть включены в список всемирного наследия ЮНЕСКО — своеобразный фонд выдающихся памятников культуры и природы, основной целью которого является привлечение сил мирового сообщества для сохранения этих уникальных объектов.

## Пещеры по происхождению
Пещеры по их происхождению можно разделить на пять групп:
- тектонические;
- эрозионные;
- ледниковые;
- вулканические;
- карстовые (самая большая группа).

Но возможна и более подробная классификация:
Классификация подземных полостей (по В. Н. Дублянскому, В. Н. Андречуку)
| Группа        | Класс         | Подкласс       | Тип                | Порода        | Количество, шт.          |
| ------------- | ------------- | -------------- | ------------------ | ------------- | ------------------------ |
| Естественные  | Эндогенные    | Магматогенные  | Кристаллизационные | Ma            | {\displaystyle n*10^{3}} |
| Естественные  | Эндогенные    | Вулканогенные  | Экструзионные      | Ma            | {\displaystyle n*10^{3}} |
| Естественные  | Эндогенные    | Вулканогенные  | Эксплозионные      | Ma            | {\displaystyle n*10^{3}} |
| Естественные  | Эндогенные    | Вулканогенные  | Флюационные        | Ma            | {\displaystyle n*10^{3}} |
| Естественные  | Эндогенные    | Тектоногенные  | Дизъюнкционные     | Ma            | {\displaystyle n*10^{3}} |
| Естественные  | Эндогенные    | Тектоногенные  | Контракционные     | Ma, Oc, Me    | {\displaystyle n*10^{3}} |
| Естественные  | Экзогенные    | Гипергенные    | Дилатансионные     | Ma, Oc, Me    | {\displaystyle n*10^{2}} |
| Естественные  | Экзогенные    | Гипергенные    | Гравитационные     | Ma, Oc, Me    | {\displaystyle n*10^{3}} |
| Естественные  | Экзогенные    | Гипергенные    | Денудационные      | Ma, Oc, Me    | {\displaystyle n*10^{3}} |
| Естественные  | Экзогенные    | Гипергенные    | Гидратационные     | Oc            | {\displaystyle n*10^{2}} |
| Естественные  | Экзогенные    | Эологенные     | Корразионные       | Ma, Oc, Me    | {\displaystyle n*10^{4}} |
| Естественные  | Экзогенные    | Эологенные     | Дефляционные       | Ma, Oc        | {\displaystyle n*10^{4}} |
| Естественные  | Экзогенные    | Флювиогенные   | Эрозионные         | Ma, Oc, Me    | {\displaystyle n*10^{3}} |
| Естественные  | Экзогенные    | Флювиогенные   | Абразионные        | Ma, Oc, Me    | {\displaystyle n*10^{3}} |
| Естественные  | Экзогенные    | Карстогенные   | Коррозионные       | Ma, Oc        | {\displaystyle n*10^{5}} |
| Естественные  | Экзогенные    | Суффозиогенные | Суффозионные       | Ma, Oc        | {\displaystyle n*10^{4}} |
| Естественные  | Экзогенные    | Гляциогенные   | Дислокационные     | Oc            | {\displaystyle n*10^{2}} |
| Естественные  | Экзогенные    | Гляциогенные   | Абляционные        | Л             | {\displaystyle n*10^{2}} |
| Естественные  | Экзогенные    | Пирогенные     | Пиролизионные      | Oc            | {\displaystyle n*10^{1}} |
| Естественные  | Экзогенные    | Биогенные      | Вегетационные      | Oc            | {\displaystyle n*10^{3}} |
| Естественные  | Экзогенные    | Биогенные      | Эксенционные       | Oc            | {\displaystyle n*10^{3}} |
| Искусственные | Антропогенные | Механогенные   | Экскавационные     | Ma            | {\displaystyle n*10^{3}} |
| Искусственные | Антропогенные | Хемогенные     | Сольвационные      | Ma            | {\displaystyle n*10^{3}} |
| Искусственные | Антропогенные | Хемогенные     | Ликвационные       | Ma            | {\displaystyle n*10^{3}} |
| Искусственные | Антропогенные | Хемогенные     | Кремационные       | Ma            | {\displaystyle n*10^{3}} |
| Искусственные | Антропогенные | Хемогенные     | Эрупционные        | Ma            | {\displaystyle n*10^{3}} |
| Искусственные | Антропогенные | Петрогенные    | Конструкционные    | Ma, Oc, Me, Б | {\displaystyle n*10^{3}} |

### Карстовые пещеры
Таких пещер большинство. Именно карстовые пещеры имеют наибольшую протяжённость и глубину. Карстовые пещеры образуются вследствие растворения пород водой, поэтому они встречаются только там, где залегают растворимые породы: известняк, мрамор, доломит, мел, а также гипс и соль. Известняк, а тем более мрамор, растворяется чистой дистиллированной водой очень плохо. В несколько раз растворимость повышается, если в воде присутствует растворённый углекислый газ (а он всегда присутствует в природной воде), однако всё равно известняк растворяется слабо по сравнению, скажем, с гипсом или, тем более, солью. Но оказывается, что это положительно сказывается на образовании протяжённых пещер, поскольку гипсовые и соляные пещеры не только быстро образуются, но и быстро разрушаются.
Огромную роль при образовании пещер играют тектонические трещины и разломы. По картам исследованных пещер очень часто можно видеть, что ходы приурочены к тектоническим нарушениям, которые прослеживаются на поверхности. Также, для образования пещеры необходимо достаточное количество водных осадков, удачная форма рельефа: осадки с большой площади должны попадать в пещеру, вход в пещеру должен располагаться заметно выше того места, куда разгружаются подземные воды, и т. п.
Множество карстовых пещер представляют собой реликтовые системы: водный поток, образовавший пещеру, ушёл из неё вследствие изменения рельефа либо на более глубокие уровни (из-за понижения локального базиса эрозии — дна соседствующих речных долин), либо перестал попадать в пещеру из-за изменения поверхностного водосбора, после чего пещера проходит различные фазы старения. Очень часто изученные пещеры представляют собой маленькие фрагменты древней пещерной системы, вскрытые разрушением вмещающих горных массивов.
Эволюция карстовых процессов и их химизм таковы, что часто вода, растворив минеральные вещества горных пород (карбонаты, сульфаты), через некоторое время откладывает их на сводах и стенах пещер в виде массивных кор толщиной до 1 м и более (пещерный мраморный оникс) или особенных для каждой пещеры ансамблей минеральных агрегатов пещер, образуя сталактиты, сталагмиты, геликтиты, драпировки и иные специфические карстовые минеральные формы — натёчные образования.
В последнее время всё больше пещер открывается в породах, традиционно считавшихся некарстующимися. Например, в песчаниках и кварцитах столовых гор тепуи Южной Америки были открыты пещеры Абисму-Гуй-Колет глубиной 671 м (2006), Куэва Охос де Кристал протяжённостью 16 км (2009). По всей видимости, эти пещеры имеют также карстовое происхождение. В жарком тропическом климате при определённых условиях кварцит может растворяться водой.
Другим экзотическим примером образования карстовых пещер может служить очень протяжённая и глубочайшая в материковой части США пещера Лечугилья (и другие пещеры Карлсбадского национального парка). По современной гипотезе, она образовалась растворением известняков восходящими термальными водами, насыщенными серной кислотой.

### Тектонические пещеры
Такие пещеры могут возникать в любых породах в результате образования тектонических разломов. Как правило, такие пещеры встречаются в бортах глубоко врезанных в плоскогорье речных долин, когда огромные массивы породы откалываются от бортов, образуя трещины отседания (шерлопы). Трещины отседания обычно с глубиной сходятся клином. Чаще всего они заваливаются рыхлыми отложениями с поверхности массива, но иногда образуют довольно глубокие вертикальные пещеры глубиной до 100 м. Шерлопы широко распространены в Восточной Сибири. Изучены они сравнительно слабо и, вероятно, встречаются весьма часто. При тектоническом расширении уже существующих трещин образуются клинообразные пещеры с расширением в верхнем или нижнем конце — например Скельская пещера. Похожие пещеры образуются при уменьшении нагрузки на горный массив — например, пещера «Проходной двор» на Украине протяженностью 500—600 м. При вертикальных и горизонтальных смещениях горных пород в результате напряжения сжатия образуются небольшие пещеры из нескольких кулисообразно расположенных галерей. При короблении пластов ангидритов в результате их гидратации и переходе в гипс образуется гидратационный тип полостей. Образованные в результате доледникового и послеледникового расширения и углубления трещин в осадочных и магматических породах пещеры выделяют в отдельный тип (они хорошо изучены в Скандинавии). Помимо тектонических встречаются и гравитационные пещеры — небольшие полости, образованные в результате обрушения породы внутри горных массивов под действием силы тяжести и сползании отдельных блоков в коренном массиве. Например, гравитационная пещера Пулаи (Венгрия) образовалась в результате обрушения базальтового покрова в нижележащие карстовые полости, имеет длину 150 м и глубину 22 м. Иногда очень трудно отличить тектонические пещеры от гравитационных.

### Эрозионные пещеры
Пещеры, образованные в результате действия поверхностных вод называют эрозионными (в отличие от карстовых пещер, образованных подземными водами), пещеры, образованные волнами морей и океанов в прибрежных скалах называют абразионными (Эстрайт в Нормандии, Фингалова пещера и Голубой грот (Капри)), а пещеры, образованные несущими песок ветрами на пустынных скалах называют эоловыми. При химическом выщелачивании и механическом разрушении глинистых и песчаных пород образуются суффозионные пещеры: колодцы глубиной до 15—20 м, тоннели и залы. Самая длинная пещера в лёссах — Стойан (Добруджа, Румыния, 102 м), в глинах — Лас Барденас (Испания, 50 м), в слабосцементированных карбонатных песчаниках — Студенческая (Украина, 242 м). В осадочных породах типа песчаников и метаморфических типа сланцев породах иногда образуются полости размером от 100 до 2000 м. Эоловый подкласс пещер включает в себя два типа: коррозионный в виде округлых ниш в нижней части склонов, которые иногда превращаются в небольшие, длиной до 10 м, пещеры, и дефляционный — в виде небольших ниш в средней части склонов, которые часто превращаются в сквозные окна и арки (скала «Кольцо» около Кисловодска, «дырявые камни» вблизи Самарканда, жилые пещеры Внутренней Монголии). И хотя общепризнанным считается эоловое происхождение пещер в окрестностях Кисловодска, некоторые исследователи причиной появления этих пещер считают и действие воды. Пещеры, образуемые в нерастворимых породах за счёт механической эрозии, то есть проработанные водой, содержащей крупинки твёрдого материала. Часто такие пещеры образуются на берегу моря под действием прибоя (Морская пещера), но они невелики. В пустынях под действием несущего песок ветра иногда образуются эоловые пещеры и эоловые гроты. Однако, возможно образование и пещер, проработанных по первичным тектоническим трещинам уходящими под землю ручьями. Известны довольно крупные (сотни метров длиной) эрозионные пещеры, образованные в песчаниках и даже гранитах. Примерами крупных эрозионных пещер могут быть Touchy Sword of Damocles Cave в габбро (4 км, 51 м, Нью-Йорк), Bat Cave в гнейсах (1,7 км, Северная Каролина), Upper Millerton Lake Cave в гранитах (Калифорния).

### Ледниковые пещеры
Пещеры, образуемые в теле ледников талой водой. Такие пещеры встречаются на многих ледниках. Талые ледниковые воды поглощаются телом ледника по крупным трещинам или на пересечении трещин, образуя ходы, иногда проходимые для человека. Длина таких пещер может составлять несколько сот метров, глубина — до 100 м и более. Самой крупной ледниковой пещерой в мире считается Парадайз. В 1993 году в Гренландии был обнаружен и исследован гигантский ледниковый колодец «Изортог» глубиной 173 м, приток воды летом в него составлял 30 м³ и более.
Ещё один тип ледниковых пещер — пещеры, образуемые в леднике в месте выхода внутриледниковых и подледниковых вод на краю ледников. Талые воды в таких пещерах могут течь как по ложу ледника, так и по ледниковому льду.
Особый тип ледниковых пещер — пещеры, образуемые в ледниках в месте выхода расположенных под ледником подземных термальных вод. Горячая вода способна проделывать объёмные галереи, однако такие пещеры залегают не в самом леднике, а под ним, поскольку лёд проплавляется снизу. Термальные ледниковые пещеры встречаются в Исландии, Гренландии и достигают значительных размеров.
Отдельный тип ледниковых пещер — дислокационные пещеры, которые образуются в результате перемещения покровных ледников по поверхности Земли и как следствие смещения и деформации поверхностных пластов. Например, пещера Сагуэна в Монреале находится на глубине 10—20 м, имеет длину 317 м и частично заполнена принесённой ледниками глиной. Хотя дислокационные пещеры и не находятся внутри ледников, но своим появлением они обязаны движению покровных ледников в прошлом.

### Вулканические пещеры
Эти пещеры возникают при извержениях вулканов. Поток лавы, остывая, покрывается твёрдой коркой, образуя лавовую трубку, внутри которой по-прежнему течёт расплавленная порода. После того как извержение фактически закончилось, лава вытекает из трубки с нижнего конца, а внутри трубки остаётся полость. Понятно, что лавовые пещеры залегают на самой поверхности, и часто кровля обваливается. Однако, как оказалось, лавовые пещеры могут достигать очень больших размеров, длиной до 65,6 км и глубиной до 1100 м (пещера Казумура, Гавайские острова). На Канарских островах на склоне вулкана Тенериф находится широко известная пещера Куэва-дель-Виенто, которая состоит из трёх ветвей, соединённых 8-метровым колодцем. При остывании и кристаллизации магмы образуются щелевидные пещеры, которые иногда кулисообразно примыкают друг к другу, а в результате движения впереди магмы газопарового или водяного клина образуются «чингилы» — подземные скопления глыб с ходами между ними. При наличии газовых пузырей в лаве образуются пещеры-онкосы диаметром до нескольких метров, а при выходе газов на поверхность появляются шахты-спиракулы.
Кроме лавовых трубок существуют вертикальные вулканические пещеры — жерла вулканов. При извержении вулканов образуются длинные глубокие трещины или шахты с крутыми стенами.

### Прочие пещеры
При выгорании подземных слоёв угля, торфа и сланцев образуются пиролизные пещеры диаметром до 10 м.
Биогенные пещеры бывают двух типов: вегетационные и эксенционные. Вегетационные пещеры представляют собой полости внутри коралловых рифов — они заполнены водой, имеют причудливые очертания и размеры до 100 м. Эксенционный тип пещер образуется в результате деятельности животных, например выкопанные бивнями слонов в поисках соли — пещеры Элгон в Африке.
Некоторые пещеры имеют смешанное происхождение и образовались под действием нескольких природных сил (например, созданные подземными водами карстовые пещеры соединяются с созданными волнами прибоя морскими пещерами или образованные поверхностными водами полости переходят в карстовые пещеры, а соединение всех трёх типов пещер даёт пещеру-источник).
В. Н. Дублянский выделяет класс искусственных пещер и делит его на три типа: вырытые в естественной породе (рудники, катакомбы), заложенные конструкционно внутри искусственных сооружений (например, внутренние помещения Пирамиды Хеопса) и созданные иным способом (закачка в месторождение горячей воды с последующей её откачкой вместе с растворёнными полезными ископаемыми, сжигание подземных сланцев для получения газа или взрывные работы как например подземные ядерные испытания). Встречаются смешанные пещеры двух первых типов: например, тайный ход внутри стен средневекового замка может переходить в вырытый в земле подземный ход.
Искусственные пещеры в свою очередь могут соединяться с естественными пещерами, порождая пещеры смешанного происхождения (например, вырытые человеком полости иногда соединяются с карстовыми или вулканическими пещерами). Например, при рытье железнодорожных тоннелей или гидротехнических сооружений иногда вскрываются карстовые полости, а в глубине одесских катакомб были обнаружены древние природные пещеры.

## Пещеры по типу образующих пород
Самая протяжённая в мире Мамонтова пещера (США) — карстовая, заложена в известняках. Она имеет суммарную протяжённость ходов более 600 км. Самая протяжённая пещера России — пещера Ботовская, свыше 60 км длиной, заложена в относительно тонком пласте известняков, зажатом между песчаников, находится в Иркутской области, бассейн реки Лены. Немного уступает ей Большая Орешная — длиннейшая в мире карстовая пещера в конгломератах в Красноярском крае. Самая протяжённая пещера в гипсах — Оптимистическая (Украина), протяжённостью более 257 км. Образование таких протяжённых пещер в гипсах связано с особым расположением пород: пласты гипса, вмещающие пещеру, перекрыты сверху известняками, за счёт чего своды не обрушиваются. Известны пещеры в каменной соли, в ледниках, в застывшей лаве и т. п.

## Пещеры по размерам
Самые глубокие пещеры планеты тоже карстовые: имени Верёвкина (2204 м), Крубера-Воронья (до 2196 м), Снежная (1753 м) в Абхазии. В России глубже всех пещера Горло Барлога (900 м) в Карачаево-Черкесии. Все эти рекорды непрерывно меняются, неизменно лишь одно: лидируют карстовые пещеры.

### Самые глубокие пещеры мира
Глубиной пещеры называют разность высот между входом (самым верхним из входов, если их несколько) и самой нижней точкой пещеры. Если в пещере существуют ходы, расположенные выше входа, используют понятие амплитуды — разность уровней между низшей и высшей точками пещеры. Согласно оценкам, максимальная глубина залегания ходов пещер под поверхностью может составлять не более 3000 м: глубже любую пещеру раздавит вес вышележащих горных пород. Для карстовых пещер максимальная глубина залегания определяется базисом карстования (нижним пределом карстовых процессов, совпадающим с основанием толщи известняка), который может быть ниже базиса эрозии благодаря наличию сифонных каналов. Самой глубокой пещерой в настоящее время считается пещера им. Верёвкина глубиной 2204 м. Первой обследованной пещерой глубиной более 1000 м стала французская пропасть Гуфр-Берже, считавшаяся самой глубокой в мире с открытия в 1953 году и до 1963 года.
|    | Пещера           | Глубина, м | Длина, м | Местоположение |
| -- | ---------------- | ---------- | -------- | -------------- |
| 1  | имени Верёвкина  | 2212       | 12 700   | Абхазия        |
| 2  | Крубера-Воронья  | 2196       | 16 058   | Абхазия        |
| 3  | Сарма            | 1830       | 13 000   | Абхазия        |
| 4  | Снежная          | 1753       | 24 080   | Абхазия        |
| 5  | Лампрехтсофен    | 1735       | 60 000   | Австрия        |
| 6  | Мирольда         | 1626       | 13 000   | Франция        |
| 7  | Жан-Бернар       | 1602       | 25 512   | Франция        |
| 8  | Торка-дель-Серро | 1589       | 7060     | Испания        |
| 9  | Хирлацхёле       | 1560       | 112 929  | Австрия        |
| 10 | Уатла            | 1560       | 89 000   | Мексика        |

### Самые протяжённые пещеры мира
|    | Пещера          | Длина, м | Глубина, м | Местоположение |
| -- | --------------- | -------- | ---------- | -------------- |
| 1  | Мамонтова       | 667 878  | 124        | США            |
| 2  | Сак-Актун       | 371 958  | 119        | Мексика        |
| 3  | Джевел          | 334 840  | 248        | США            |
| 4  | Окс-Бель-Ха     | 271 026  | 57         | Мексика        |
| 5  | Шуанхэдун       | 257 497  | 496        | Китай          |
| 6  | Оптимистическая | 257 000  | 15         | Украина        |
| 7  | Уинд            | 245 103  | 194        | США            |
| 8  | Лечугилья       | 241 402  | 489        | США            |
| 9  | Гуа-Эир-Джерних | 227 009  | 355        | Малайзия       |
| 10 | Фишер-Ридж      | 209 216  | 108,5      | США            |

### Крупнейшие пещеры на территории бывшего СССР
- Снежная
- Новоафонская
- Большая Орешная
- Горло Барлога
- Напра
- Ординская
- Долганская яма

### Самые большие пещерные залы
По площади
|   | Пещера              | Площадь, тыс. м² | Местоположение |
| - | ------------------- | ---------------- | -------------- |
| 1 | Саравак             | 167              | Малайзия       |
| 2 | Торка дель Карлиста | 76,6             | Испания        |

По объёму
|   | Пещера  | Объем, млн м³ | Местоположение     |
| - | ------- | ------------- | ------------------ |
| 1 | Саравак | 25            | Малайзия           |
| 2 | Миао    | 5             | Китай              |
| 3 | Бенуа   | 5             | Папуа-Новая Гвинея |

### География расположения
- Самая низко расположенная карстовая полость: пещера Колонель (372 м, каменная соль массива Седом, берег Мертвого моря, Израиль). Из затопленных пещер: 200 м. в известняках континентального склона Средиземного моря.
- Самая высоко расположенная карстовая полость: пещера Ракиот (6645 м, мраморы массива Нанга Парбат, Индия); из крупных полостей: в Евразии — гидротермокарстовая Сыйкырдуу (4600 м, 2050/268 м, Памир), в Южной Америке — речная система Мальпо де Каукиран (3992 м, 2141/407 м, Анды).
- Н. А. Гвоздецкий оценивает вертикальный диапазон развития карста на Кавказе в 5—6 км.: от карстовых пустот на берегу моря в Гаграх на глубине 1000—2300 м ниже уровня моря (со ссылкой на Л. И. Маруашвили[30]) до высоты 3000 м. и более (максимум — 3646 м.) выше уровня моря в известняковых высокогорных районах Большого Кавказа[31].
- Самые северные по расположению: — пещеры в глетчерном льду (Шпицберген, 79° с. ш.) и гидратационная пещера в гипсах (Новая Земля, 71° с. ш.).
- Самые южные по расположению: — эксплозионно-фумарольная пещера-онкос на склоне вулкана Эребус (Антарктида, 77° ю. ш.) и карстовые пещеры Новой Зеландии (45° ю. ш.).

### Сталактиты, сталагмиты и пещерные колонны
- Самые высокие сталактиты: в мире — 63-метровый сталактит в пещере Лас Вильяс (Куба); в Европе — 35,6-метровый сталактит в пещере Бузго в Словакии[32].
- Самый длинный свободно свисающий сталактит — сталактит длиной 12 м в Груга-до-Жанелао в Бразилии[32].
- Самый высокий сталагмит — сталагмит высотой 32 м в пещере Красногорска близ Рожнявы в Словакии[32].
- Самая высокая пещерная колонна — Там-Сао-Хин (Tham Sao Hin) в Таиланде высотой 61,5 м, сформирована соединением сталактита сверху и сталагмита снизу.

### Обводнённые участки
- Длиннейший сифон: Ду де Коли, Франция, длина — 4055 м.
- Глубочайший сифон: Воклюз, Франция, глубина — 310 м.
- Длиннейшая заполненная водой пещера: Леон Синкс, США, 16 732 м.
- Самый высокий подъём уровня воды в пещере: Луир, Франция, 450 м.
- Самая длинная подземная река: река под полуостровом Юкатан длиной 153 км[33].
- Самая длинная изученная подводная пещера: Нохоч-На-Чич длиной 51,31 км в штате Кинтана-Роо, Мексика. По другим данным единая пещерная система Сак-Актун и Sistema Dos Ojos[англ.] суммарной длиной 371,958 км на июль 2019 года и с 226 известными входами. Ранее рекорд держала пещера Окс-Бель-Ха длиной около 270 км[34].
- Крупнейший подводный зал: в пещере Бушменсгат (ЮАР) объемом 4,4 млн м³.
- Самое большое по площади подземное озеро: в Драконовой пещере (Намибия) площадью 1,9 гектара, длиной 200 м, шириной 80—105 м, глубиной до 98 м и объёмом 0,64 млн м³[8].
- Самое глубокое карстовое озеро — в мире Красное озеро, в России — Цирик-Кель.
- Самая глубокая карстовая воронка — Сяожай Тянькенг[англ.] глубиной 662 м (по другим данным, 660 м в глубину и 530 м в ширину[35]).
- Самая глубокая заполненная водой карстовая воронка — Закатон[англ.] глубиной 339 м.
- Самая глубокая голубая дыра — ранее Голубая дыра Дина глубиной 202 м, сейчас Дыра Дракона[англ.] глубиной 300,89 м.

### Другие пещерные рекорды
- Самая древняя пещера — Sudwala Caves[англ.], которая появилась около 240 миллионов лет назад[36].
- Самая глубокая непрерывная вертикальная шахта находится в пещере Miao Keng (Китай) с непрерывной вертикальной шахтой глубиной 501 м[37].
- Крупнейшие сплошные отвесы: пещера Вртиглавица (643 м, Словения), Холленхелле (450 м, Австрия), Минье (417 м, Папуа-Новая Гвинея), Абац (410 м, Грузия).
- Самый большой вход в пещеру — вход в Соборные пещеры США имеет ширину 38,4 м, высоту 7,6 м и длину 1220 м[38].

### Рекорды по отдельным типам пещер
- Самая длинная гипсовая пещера — Оптимистическая.
- Самая длинная и глубокая лавовая пещера — Казумура длиной 65,5 км и глубиной 1101,5 м[39].
- Самая длинная соляная пещера — Malham Cove[англ.] длиной около 10 км[40].
- Самая длинная морская пещера — Матаинака в Новой Зеландии длиной 1,54 км[41].
- Самая большая морская пещера — Sea Lion Caves[англ.] с гротом длиной 95 м, шириной 50 м и высотой около 15 м, которая находится в проходе длиной 400 м[42].
- Самая крупная жеода — жеода в сульфате стронция (целестине) в Put-In-Bay[англ.] в Огайо (США) под названием «Хрустальная пещера» имеет наибольшую ширину 10,7 м, высоту 3 м, а ее стены покрывают кристаллы целестина диаметром до 46 см и весом до 136 кг[43].
- Самая большая пещера на Луне — находится в регионе Marius Hills[англ.] на ближайшей стороне Луны, является вулканической пещерой и имеет 50 км в длину и 100 м в ширину[44].
- Самая большая искусственная пещера — 816 Nuclear Military Plant[англ.][45].

## Пещеры по регионам мира
В. Н. Дублянский выделяет в мире 49 спелео-регионов на шести континентах от Шпицбергена и Новой Земли на севере до Новой Зеландии и Антарктиды на юге.
В Европе из 44 государств пещеры существуют в 37 из них.
Австрия известна давними традициями спелеологии, берущими начало в конце XIX — начале XX века. Частично это связано с тем, что самый классический и ранний пример изучения карстовых пещер в мире плато Карст в то время находилось на территории Австро-Венгерской империи. Пещеры Австрии развились до уровня сложных систем, а их расширение происходит либо за счет речной воды, либо за счет таяния снега и льда в горах. В принадлежащей Австрии части Альп Дублянский по длине выделяет: Хирлацхёле (84 990 м), Раухенкархелле (61 012 м), Дахштейнская Мамонтова (51 325 м), Колькбезер (43 800 м), Айсризенвельт (42 000 м),Танталь (30 850 м), а по глубине: Лампрехтсофен (1634 м), Бержер-Коза Ностра (1291 м), Шверсистем (1219 м), Дахштейнская Мамонтова (1180 м), Юбилеумшахт (1173 м).
На территорию Албании заходят северные отроги Родопских гор, где по длине выделяются пещеры: Корица с 3000 м и Междоранет с 2000 м.
В Бельгии начало изучения пещер датируют 1771 годом, а первым исследователем называют аббата де Феле, который изучил пещеру Хан-сюр-Лез (самая длинная пещера Бельгии 5720 м по протяжённости). В 1910 году была издана книга Э. Мартеля и Ван Ден Брука о подземных реках Бельгии объемом в 1842 страницы. Всего в стране 16 пещер протяжённостью больше 1 км и 2 пропасти глубже 100 м (Бернар глубиной 140 м и Верон глубиной 110 м). На конец XX века в Бельгии не осталось неизученных пещер, поэтому бельгийские спелеологи направили свои усилия на другие страны (например, Алжир, Индонезию и Мексику).

## Содержимое пещер

### Спелеофауна
Хотя живой мир пещер, как правило, не очень богат (исключая привходовую часть, куда попадает солнечный свет), тем не менее, некоторые животные обитают именно в пещерах или даже только в пещерах. Прежде всего, это летучие мыши, многие их виды используют пещеры как ежедневное укрытие или для зимовки. Причём летучие мыши залетают подчас в весьма удалённые и труднодоступные уголки, прекрасно ориентируясь в узких лабиринтовых ходах.
Помимо летучих мышей, в некоторых пещерах в районах с тёплым климатом обитают несколько видов насекомых, пауки (Neoleptoneta myopica), креветки (Palaemonias alabamae) и другие ракообразные, саламандры и рыбы (Amblyopsidae). Пещерные виды адаптируются к полной темноте, причём многие из них утрачивают органы зрения и пигментацию. Зачастую эти виды очень редкие, многие из них эндемики.

### Археологические находки
Первобытные люди использовали пещеры по всему миру в качестве жилищ. Ещё чаще в пещерах селились животные. Множество животных погибло в пещерах-ловушках, начинающихся с отвесных колодцев. Крайне медленная эволюция пещер, постоянный их климат, защищённость от внешнего мира сохранили до нас огромное количество археологических находок. Это пыльца ископаемых растений, кости давно вымерших животных (пещерный медведь, пещерная гиена, мамонт, шерстистый носорог), наскальные рисунки древних людей (пещеры Капова на Южном Урале, Дивья на Северном Урале, Тузуксу в Кузнецком Алатау, Ниах-Кейвз в Малайзии), орудия их труда (пп. Страшная, Окладникова, Каминная на Алтае), человеческие останки разных культур, в том числе неандертальцев, возрастом до 50—200 тысяч лет (пещера Тешик-Таш в Узбекистане, Денисова пещера на Алтае, Кро-Маньон во Франции и многие другие).
Пещеры, возможно, играли роль современных кинотеатров[прояснить].

### Вода в пещерах
Вода, как правило, находится во многих пещерах, а карстовые и ледниковые пещеры обязаны ей своим происхождением. В пещерах можно встретить конденсатные плёнки, капель, ручьи и реки, озёра и водопады. Сифоны в пещерах существенно усложняют прохождение, требуют специального снаряжения и особой подготовки. Нередко встречаются подводные пещеры. В привходовых участках пещер вода часто присутствует в замёрзшем состоянии, в виде ледяных отложений, часто очень значительных и многолетних, что может усложнять их обнаружение.

### Воздух в пещерах
В большинстве пещер воздух пригоден для дыхания вследствие естественной циркуляции, хотя встречаются пещеры, в которых находиться можно только в противогазах. Например, воздух могут отравить залежи гуано. Однако в подавляющем большинстве природных пещер воздухообмен с поверхностью достаточно интенсивен. Причинами движения воздуха чаще всего служит разность температур в пещере и на поверхности, поэтому направление и интенсивность циркуляции зависят от времени года и погодных условий. В крупных полостях движение воздуха столь интенсивно, что превращается в ветер. По этой причине тяга воздуха является одним из важных признаков при поиске новых пещер.
Во всех пещерах так же, как и во всех сооружениях, содержится повышенное по сравнению с атмосферным количество радона и дочерних продуктов его распада: полоний, свинец, висмут (к примеру, 222Rn → 218Po → 214Pb → 214Bi → 214Po → 210Pb → 210Bi → 210Po → 206Pb (стабильный)). Обусловленный ими радиационный фон при этом, в первую очередь по α-излучению (в WL, 1 WLh = 0,0735 мЗв), в пещере может быть выше атмосферного от нескольких (ниже пороговой дозы) до тысяч (выше безопасных нормируемых показателей) раз: к примеру, при среднем содержании в атмосфере около 0,001 WL в пещере Джайантс Хоул составляет до 42 WL (155 400 Бк м−3), в среднем в большинстве пещер 0,03—3,0 WL. Опасность при этом представляют не столько сами газообразные изотопы радона, а аэрозоль продуктов распада, оседающий в лёгких. Радон в пещерах накапливается при распаде изотопов радия, содержащихся в породах и вторичных отложениях, в некоторых пещерах — из подземных вод, содержащих повышенные концентрации радона. Содержание радона в одной и той же пещере может существенно меняться по времени и на разных её участках, завися от сезона года, воздушных потоков, атмосферного давления, строения пещеры. В пещерах, имеющих подземные водотоки, в натёчных образованиях и донных отложениях, также может быть повышенный уровень ионизирующего излучения, обусловленный солями радиоактивных элементов (в частности, урана), в случае их вымывания на пути следования подземных вод из пород их содержащих. Концентрация радона и возможность наличия других элементов должны учитываться при обследованиях пещер спелеологами, а также при выборе пещер для организации любительских туристических посещений пещер.

### Отложения в пещерах
Различают механические (глина, песок, галька, глыбы) и хемогенные отложения (сталактиты, сталагмиты и т. п.). В пещерных системах с активным водотоком, как правило, механические отложения представлены в виде глыбовых завалов, часто очень больших объёмов, образующихся вследствие обрушения свода ходов, которые образует растворением поток воды. Завалы представляют сложность для прохождения, и опасность, поскольку равновесие глыбового завала часто неустойчивое. Глиняные отложения широко представлены в галереях, которые покинул активный водоток, выносивший механически нерастворимые частички породы. В известняке, вмещающем пещеру, растворимым компонентом является карбонат кальция, который составляет, зачастую, всего около 50 % породы. Остальные минералы, как правило, нерастворимы, и если вода, растворяющая породу, представлена в виде капели, инфильтрата, с малым расходом воды, неспособным обеспечить механический перенос частиц, начинается накопление глиняных отложений. Очень часто древние проходы полностью перекрываются глиной.
Хемогенные отложения (натёчные образования) также обычно украшают древние галереи пещеры, где вода, медленно фильтруясь по трещинам в известняке, насыщается карбонатом кальция, а при попадании её в полости пещеры, из-за небольшого изменения парциального давления водяного пара при отрыве капли, или при падении её на пол, или при возникновении турбулентности при стекании, из насыщенного раствора происходит кристаллизация карбоната кальция в виде кальцита.

## Использование пещер

### Экскурсионные пещеры
Некоторые пещеры оборудованы для посещения экскурсионными группами. Для этого в части пещеры, наиболее просторной и богатой натёчными образованиями, прокладывают пешеходные дорожки, лесенки, мостики, создаётся электрическое освещение; в некоторых случаях, если входная часть пещеры представляет собой технически сложный участок, пробиваются тоннели. Со статьями об известных экскурсионных пещерах можно ознакомиться в категории «Экскурсионные пещеры».

### Религиозные цели
В пещерах обустраивали жилище многие святые аскеты. Позднее на этих местах основывались монастыри и лавры:
- Киево-Печерская лавра
- Псково-Печерский монастырь
- Свято-Успенский пещерный монастырь (Крым)
- Холковский монастырь
- Челтер-Коба
- Басарбовский монастырь
- Пещерные церкви в Иваново

Святые аскеты, которые жили в пещерах:
- «И вышел Лот из Сигора и стал жить в горе, и с ним две дочери его, ибо он боялся жить в Сигоре. И жил в пещере, и с ним две дочери его» (Быт. 19:30)
- «И вошёл он Пророк Илия там в пещеру и ночевал в ней» (3Цар. 19:9)
- Иларион Киевский
- Антоний Печерский
- Варлаам Печерский

### Жилища
Многие народы устраивали жилища в пещерах, так как их было легко поддерживать в чистоте и сохранять постоянную температуру в течение всего года.
- Каппадокия
- Анасази
- Гуадис
- Сасси Ди Матера

## Подземные полости
Помимо пещер, имеющих выход на поверхность и доступных для непосредственного изучения человеком, в земной коре существуют замкнутые подземные полости. Самая глубокая подземная полость (2952 м) была обнаружена бурением на побережье Кубы в Варадеро. В Родопских горах подземная полость была обнаружена на глубине 2400 м при бурении. На Черноморском побережье в Гагре бурением были обнаружены подземные пустоты на глубине до 2300 м.
По мнению A. Bögli вряд ли существует нижний предел глубины фреатической зоны, только если это не нижняя граница карстующихся пород или переход к зоне закрытых трещин. Поэтому благодаря коррозии при смешивании вод карстообразование возможно на больших глубинах, пока существуют открытые трещины с достаточно широкими промежутками. Например, в районе Венгерской низменности были обнаружены подземные полости глубиной до 2000 м. Нефтяное бурение во Флориде обнаружило заполненные водой полости до глубины 2033 м. Во время поиска нефти на полуострове Royalton Hicacos на Кубе была обнаружена карстовая пещера глубиной 2952 м.
В Родопских горах Болгарии на геолого-разведочном объекте «Эрма-река» при бурении скважины на глубине 2009 метров в протерозойских мраморах была обнаружена подземная полость с горячей водой высотой 1,5 км, что делает ее мировым рекордом в складчатых областях и глубочайшей гидротермокарстовой полостью в мире. Полость заполнена термальными водами с давлением около 37 атм в присводовой части и около 137 атмосфер в придонной части, температура воды составляет 85,9—90,2 °C на глубине 110—120 м относительно уровня моря и 129,6 °C на отметке 1200 м.

## Пещеры в Солнечной системе
Кроме Земли, пещеры обнаружены на Луне и Марсе. По всей видимости, это вулканические пещеры, древние следы вулканической деятельности.

## В популярной культуре
Пещеры фигурируют во многих фантастических произведениях (причём как в фэнтези, так и в научной фантастике). В фэнтези пещеры населены гномами, кобольдами, гоблинами, драконами; в ролевых играх они часто играют роль подземелий. В русских народных сказках среди обитателей пещер — Хозяйка Медной горы и Змей Горыныч. В северной мифологии в пещерах живут сиртя.
Среди самых известных литературных героев, которые попали в пещеры: Том Сойер вместе с Бекки Тэтчер, а также хоббиты, включая Бильбо Бэггинса.
В цикле книг А. М. Волкова «Волшебник Изумрудного города» одним из мест действия является гигантская пещера, в которой живёт народ Подземных Рудокопов. В книге «Семь подземных королей» туда попадает Элли, проплыв по подземной реке из пещеры нашего мира. Подземные Рудокопы являются потомками принца Бофаро и его сторонников, осуждённых на вечное изгнание в Пещеру за попытку принца свергнуть своего отца, короля Наранью.
В книге Немо Рамджета «Все грядущие дни» упоминается слепой народ, обитающий в гигантских пещерах на одной из планет — потомки человечества, колонизировавшего эту планету, которые спасались в пещерах от инопланетных захватчиков Ку.
В книге Н. Носова «Незнайка на Луне» через пещеру открывается проход с поверхности Луны к обитаемому внутреннему ядру.
В игре The Forest производства Endnight Games геймплей во многом основан на исследовании пещер различного происхождения, населённых монстрами.